# Cossano Belbo
Cossano Belbo (piemontiul: Cossan) település Olaszországban, Piemont régióban, Cuneo megyében. Lakosainak száma 888 fő (2023. január 1.). Cossano Belbo Cessole, Loazzolo, Mango, Rocchetta Belbo, Santo Stefano Belbo és Vesime községekkel határos.

## Népesség
A település lakossága az elmúlt években az alábbi módon változott:
| Lakosok száma | 961  | 968  | 888  |
|               | 2017 | 2018 | 2023 |